# Liwonde
Liwonde, também grafada como Livonde e Liuondé, é uma cidade na região sul do Maláui.

## Geografia
Localizado no distrito de Machinga no rio Shire ao longo da estrada principal que une Zomba à Lilongué. Liwonde é uma encruzilhada importante que liga os quatro distritos na área (Balaca, Machinga, Mangochi e Zomba). É a junção entre duas rodovias e uma linha ferroviária para Moçambique.
Liwonde é entretanto melhor conhecido mais extensamente por causa de sua proximidade ao Parque Nacional de Liwonde, é cada vez mais importante como a área de estadias para viagens. De Liwonde, o parque é acessível por barco ao longo do rio Chire (durante todo o ano) ou de veículo a partir da  entrada sul.

### Clima
A cidade tem uma reputação de ser quente, com o calor e a umidade do vale podendo ser agudamente sentida..

### Demografia
Existem poucos expatriados vivendo na cidade.
| Ano  | População |
| ---- | --------- |
| 1987 | 8,694     |
| 1998 | 15,698    |
| 2008 | 29,489    |

## Infraestrutura

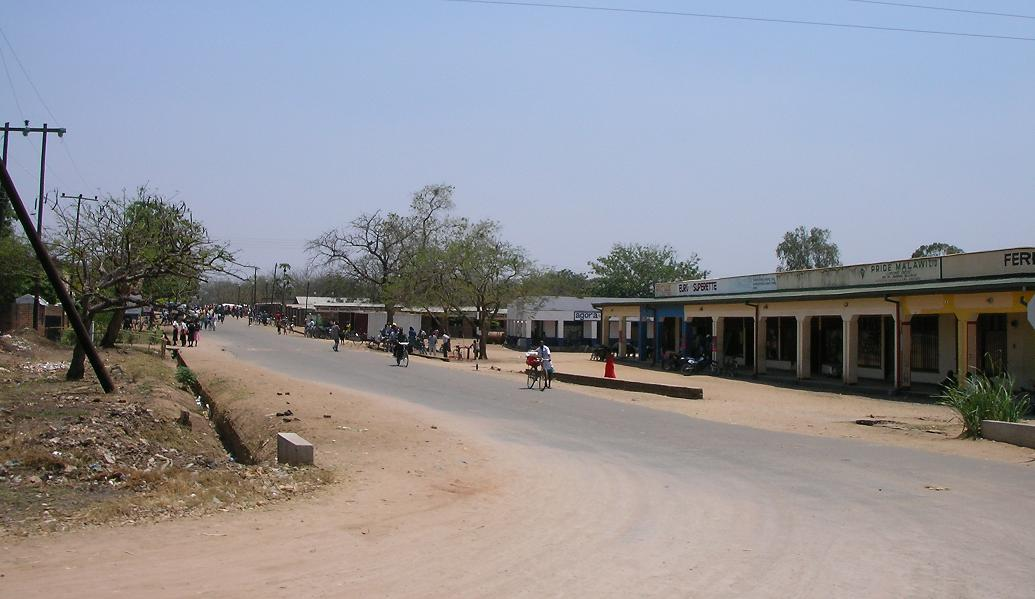
Aspecto do setor sudeste da cidade, em 2008.

Em 2002 a cidade contava com serviços básicos: água, eletricidade, telefone e cobertura móvel; no entanto, como a maioria das cidades secundárias, os serviços não são estáveis e frequentemente estão indisponíveis. Liwonde também tem um hospital e posto de gasolina.
A cidade possui uma das estações mais importantes do Caminho de Ferro de Nacala, que a liga à Nayuchi (leste) e Nkaya (oeste).